# زمین‌لرزه ۱۹۵۳ پرو
زمین‌لرزه پرو  در تاریخ ۱۲ دسامبر ۱۹۵۳ میلادی، برابر با ‎۲۱ آذر ۱۳۳۲، ساعت ۱۷:۳۱:۲۵ به زمان یوتی‌سی در پرو رخ داد. بزرگی آن ۷٫۵ در مقیاس Mw اعلام شده‌است. زمین‌لرزه به وقت محلی در روز شنبه، ساعت ۱۲ روی داده و منطقه زمانی آن یوتی‌سی -۵ بوده‌است .
سازمان زمین‌شناسی آمریکا نیز جای این زمین‌لرزه را در مختصات ۳°۲۴′جنوبی ۸۰°۳۶′غربی / ۳٫۴°جنوبی ۸۰٫۶°غربی و بزرگی آنرا برابر با ۷٫۴ در مقیاس ریشتر اعلام کرده‌است. ژرفای گزارش شده از سوی این سازمان ۳۰ کیلومتر می‌باشد.
شمار کشتگان زلزله حدود ۷ نفر بوده‌است.تعداد زخمیان ۲۰ نفر برآورده شده‌است.سونامی نیز در این زلزله گزارش شده‌است.